# دنگ سوتیگنا
دِنگ سوتیگنا (به اندونزیایی: Daeng Soetigna؛ زاده ۱۳ مه ۱۹۰۸ گاروت، اندونزی- درگذشت ۸ آوریل ۱۹۸۴ باندونگ، غرب جاوه) یک معلم اندونزیایی است که به عنوان خالق ساز انگکلونگ گام دیاتونیک معروف است. او موفق به شکستن سنت در ساخت این ساز اندونزی شد و آن را در عرصه بین‌المللی مطرح کرد. افزون برآن او در صحنه ارکستر انگکلونگ در مناطق مختلف اندونزی فعال بود.
در حالی که قدمت قدیمی‌ترین انگکلونگ شناخته شده به قرن ۱۷ برمی‌گردد، تغییرات سوتیگنا در سال ۱۹۳۸ آن را از گمنامی به ارکسترها، کنسرت‌ها و کلاس‌های درس در سراسر جهان کشاند و این ساز را به جهانیان معرفی کرد.
دانگ سوتیگنا در ۸ آوریل ۱۹۸۴ در سن ۷۵ سالگی باندونگ در غرب جاوا بدرود حیات گفت.
در ۱۳ مه ۲۰۱۶، موتور جستجوی گوگل ۱۰۸مین سالگرد تولد او را با تغییر لوگوی گوگل دودل صفحهٔ اصلی خود گرامی‌داشت.